# 5692 Shirao
5692 Shirao è un asteroide della fascia principale. Scoperto nel 1992, presenta un'orbita caratterizzata da un semiasse maggiore pari a 2,6551256 UA e da un'eccentricità di 0,1809131, inclinata di 11,96172° rispetto all'eclittica.